# Problema termomecánico

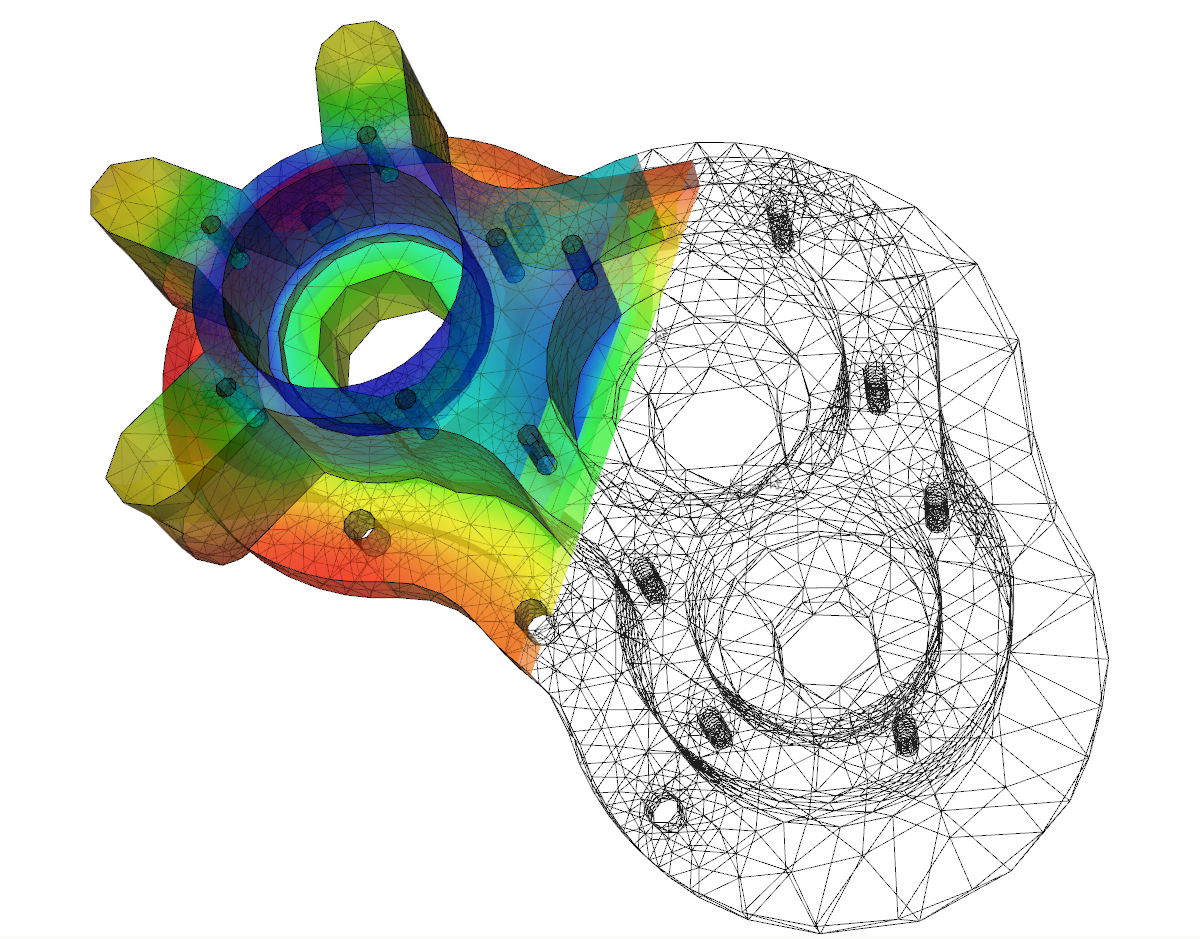
Visualización de un problema de transmisión de calor en una carcasa de bomba hidráulica. La figura muestra la solución de la ecuación del calor, en el que el calor se genera internamente refrigerándose la carcasa en su exterior, lo cual proporciona conduce a una distribución de temperaturas estacionaria.

Un problema termomecánico es un problema mixto en que existen transmisión de calor entre sólidos sometidos a tensión en donde los procesos de deformación y dilatación térmica se afectan mutuamente. Usualmente dichos problemas se plantean como un sistema de ecuaciones diferenciales derivadas parciales. Esos sistemas resultan complejos y actualmente es frecuente resolverlos numéricamente mediante el método de los elementos finitos y otros similares.

## Ecuaciones del problema termomecánico
Un problema termomecánico general consta de (40+n) ecuaciones para idéntico número de magnitudes físicas. El sistema completo forma un sistema de varias ecuaciones en derivadas parciales y relaciones funcionales, la mayoría de ellas expresando alguna ley de conservación. Las magnitudes que intervienen en el problema son:
| magnitud                 | símbolo                                               | tipo            | incógnitas |
| ------------------------ | ----------------------------------------------------- | --------------- | ---------- |
| densidad másica          | {\displaystyle \rho \,}                               | campo escalar   | 1          |
| velocidad                | {\displaystyle \mathbf {v} \,}                        | campo vectorial | 3          |
| desplazamiento           | {\displaystyle \mathbf {u} \,}                        | campo vectorial | 3          |
| tensor de tensiones      | {\displaystyle {\boldsymbol {\sigma }}\,}             | campo tensorial | 9          |
| velocidad de deformación | {\displaystyle {\dot {\boldsymbol {\varepsilon }}}\,} | campo tensorial | 9          |
| tensor deformación       | {\displaystyle {\boldsymbol {\varepsilon }}\,}        | campo tensorial | 9          |
| densidad de energía      | {\displaystyle u\,}                                   | campo escalar   | 1          |
| flujo de calor           | {\displaystyle \mathbf {q} \,}                        | campo vectorial | 3          |
| temperatura              | {\displaystyle \theta \,}                             | campo escalar   | 1          |
| densidad de entropía     | {\displaystyle s\,}                                   | campo escalar   | 1          |

A continuación se dan las ecuaciones típicas de un problema termomecánico general:
- Ecuación de continuidad o conservación de la masa (1 ecuación):

{\displaystyle {\frac {d\rho }{dt}}+\rho {\boldsymbol {\nabla }}\cdot \mathbf {v} =0}

- Balance de la cantidad de movimiento (3 ecuaciones):

{\displaystyle {\boldsymbol {\nabla \cdot \sigma }}+\rho \mathbf {f} =\rho {\frac {d\mathbf {v} }{dt}}}

- Balance del momento angular, que equivale a que el tensor tensión de Cauchy sea simétrico (3 ecuaciones):

{\displaystyle {\boldsymbol {\sigma }}={\boldsymbol {\sigma }}^{T},\qquad (\sigma _{ij}=\sigma _{ji})\ i\neq j}

- Balance de energía (primer principio de la termodinámica, 1 ecuación)

{\displaystyle \rho {\frac {du}{dt}}={\boldsymbol {\sigma }}:\mathbf {d} +\rho {\dot {Q}}-{\boldsymbol {\nabla }}\cdot \mathbf {q} }

- Desigualdad de Clasius-Plank (segundo principio de la termodinámica, 1 restricción)

{\displaystyle \theta {\dot {s}}-{\dot {u}}+\sum _{i,j}\sigma _{ij}{\dot {\varepsilon }}_{ij}+{\frac {\mathbf {q} \cdot {\boldsymbol {\nabla }}\theta }{\theta }}\geq 0}

- Ley de Fourier (3 ecuaciones)

{\displaystyle \mathbf {q} =-K{\boldsymbol {\nabla }}\theta }

- Ecuaciones constitutivas del medio continuo (6+1 ecuaciones)

{\displaystyle {\begin{cases}f_{i}({\boldsymbol {\sigma ,\varepsilon ,{\dot {\varepsilon }}}},\theta ,{\boldsymbol {\mu }})&(6{\mbox{ec}},i\in \{1,\dots ,12\})\\s=s({\boldsymbol {\varepsilon }},\theta ,{\boldsymbol {\mu }})&(1{\mbox{ec}})\end{cases}}}

donde {\displaystyle {\boldsymbol {\mu }}} es un conjunto de n variables termodinámicas introducidas por las ecuaciones constitutivas anteriores.
- Ecuaciones termodinámicas de estado (1+n relaciones):

{\displaystyle {\begin{cases}u=u(\rho ,{\boldsymbol {\sigma ,\varepsilon }},\theta ,{\boldsymbol {\mu }})&(1\ {\mbox{ec}})\\F_{j}({\boldsymbol {\rho ,\theta }},{\boldsymbol {\mu }})=0&(n\ {\mbox{ec}},j\in \{1,\dots ,n\})\end{cases}}}

- Relaciones deformación-desplazamiento (9 ecuaciones) y velocidad de deformación-desplazamiento (9 ecuaciones) y velocidad-desplazamiento (3 ecuaciones):

{\displaystyle {\boldsymbol {\varepsilon }}={\boldsymbol {\varepsilon }}(\mathbf {u} ),\qquad {\dot {\boldsymbol {\varepsilon }}}={\frac {d{\boldsymbol {\varepsilon }}}{dt}},\qquad {\frac {d\mathbf {u} }{dt}}=\mathbf {v} }

## Análisis termomecánico
El análisis termomecánico (ATM) es una técnica usada en el análisis térmico, una subdisciplina de la ciencia de materiales que estudia el cambio en las propiedades de los materiales con la temperatura. El análisis termomecánico también puede ser visto como una subdisciplina de la mermomecanometría (TM).